# Idea (Album)
Idea ist das dritte internationale Musikalbum der Bee Gees.

## Produktion
Die Aufnahmen zu Idea begannen im Januar 1968 in den Londoner IBC Studios und wurden im Juli 1968 abgeschlossen, immer wieder unterbrochen von Tourneen durch Deutschland, Skandinavien und England. Nach dem nur mäßigen Erfolg der Single „Jumbo“, einem gitarrenlastigen Rocksong, beschloss Produzent Robert Stigwood bei diesem Album wieder vermehrt auf Balladen zu setzen. Mit „Such A Shame“ war auf europäischen Ausgaben des Albums eine Komposition des Gitarristen Vince Melouney vertreten (in den USA wurde dieser Titel durch die damals aktuelle Single I’ve Gotta Get a Message to You ersetzt).
Außer „Swan Song“ aus dem Jahr 1967 wurden alle Songs des Albums 1968 komponiert.
Das Album erschien im August 1968. Gleichzeitig startete die Band eine USA-Tournee, und die Single „I’ve Gotta Get a Message to You“ stürmte die Charts (in England bis auf Platz 1). In den deutschen Albumcharts erreichte »Idea« maximal Platz 3.

### Mitwirkende
- Arrangeur, Dirigent: Bill Shepherd
- Toningenieure: John Pantry, Mike Claydon, Damon Lyon Shaw
- Albumdesign: Klaus Voormann
- Fotografien: Wolfgang Heilemann

## Trackliste
alle Songs komponiert von Barry, Robin & Maurice Gibb, außer: „Such A Shame“ von Vince Melouney
- A1. Let There Be Love
- A2. Kitty Can
- A3. In the Summer of His Years
- A4. Indian Gin and Whiskey Dry
- A5. Down to Earth
- A6. Such a Shame
- B1. Idea
- B2. When the Swallows Fly
- B3. I Have Decided to Join the Airforce
- B4. I Started a Joke
- B5. Kilburn Towers
- B6. Swan Song

### Bonustracks 2006
alle Songs komponiert von Barry, Robin & Maurice Gibb, außer Sitting In The Meadow von Barry Gibb und Robin Gibb
- Chocolate Symphony
- I’ve Gotta Get A Message To You (mono single)
- Jumbo
- The Singer Sang His Song
- Bridges Crossing Rivers
- Idea (alternative mix)
- Completely Unoriginal
- Kitty Can (alternative mix)
- Come Some Christmas Eve Or Halloween
- Let There Be Love (alternative mix)
- Gena’s Theme
- Another Cold And Windy Day (Coke Spot#1)
- Sitting In The Meadow (Coke Spot#2)

## Ausgaben
Das Album erschien 1968 weltweit bei Polydor, in den USA jedoch auf Atco, einem Sublabel von Atlantic Records. Noch im selben Jahr erschien das Album in einer Auflage des Bertelsmann Buchclubs, auf der der Song „Idea“ gegen „I’ve Gotta Get a Message to You“ ausgetauscht wurde. 1973 wurde »Idea« von RSO Records wiederveröffentlicht.
1987 erschien das Album erstmals auf Compact Disc.
2006 war Idea Teil des Box-sets »The Studio Albums 1967-1968«.
- 1968 Polydor 184 169 (LP, Stereo)
- 1968 Polydor 6349 (LP, Stereo, Bertelsmann Clubausgabe: I’ve Gotta Get a Message to You)
- 1973 RSO 2394 198 (LP, Stereo)
- 1987 Polydor 833 660-2 (CD, Stereo)
- 2006 Rhino/Reprise 74117-2 (3x2CD, Mono/Stereo The Studio Albums 1967-1968)
- 2007 Rhino/Reprise RHI1 74872 (3x2LP, Stereo The Studio Albums 1967-1968)
- 2007 Rhino/Reprise 74121-2 (2CD, Mono/Stereo)

Während das Album in Deutschland 1968 nur in Stereo erschien, wurden für den englischen und den amerikanischen Markt auch Monomixe hergestellt, jedoch nur der britische wurde auch veröffentlicht. Sie waren 2006 Teil des CD-Boxsets The Studio Albums 1967-1968.

## Rezeption
Der bekannteste Titel dieses Album ist I Started a Joke, das 1968 nur in den USA als Single erschien und später von den unterschiedlichsten Musikern neu interpretiert wurde. Die bekannteste Version stammt von Faith No More, die den Titel 1998 als Single veröffentlichten. Richie Havens nahm den Song 1969 für sein Album »Stonehenge« auf. Weitere Versionen u. a. von Element of Crime (1997), The Cascades (1970), Van McCoy (1969), Eugene Chadbourne (1985), The Beautiful South (1992), Vonda Shepard (1998), Robbie Williams gemeinsam mit The Orb (2002), Pet Shop Boys (2012), Low (2012).

## Trivia
- Der Song In The Summer of His Years wurde von den Bee Gees im Andenken an Brian Epstein geschrieben. Epstein und Robert Stigwood waren 1967 Partner der britischen Künstleragentur NEMS.
- Satiriker Jan Böhmermann interpretierte „I Started a Joke“ am 2. Juni 2016[1] in seiner Show Neo Magazin Royale als Antwort auf die sogenannte Böhmermann-Affäre. Er widmete das Lied unter anderem der Rechtsabteilung des ZDF.[2]
- Am 11. Dezember 1968 strahlte das ZDF die TV-Show IDEA – Pop und Musik von Regisseur Jean-Christophe Averty und Illustrator Guy Peellaert aus. In der belgisch/deutschen Co-produktion stellten die Bee Gees sieben der Songs des Albums »Idea« vor. Außerdem interpretierten sie Massachusetts, I’ve Gotta Get a Message to You und Harry Braff. Moderatorin Lill Lindfors sang den Titel Words. Daneben gab es in der einstündigen Show sechs Auftritte von Julie Driscoll und Brian Auger & The Trinity, u. a. mit den Titeln Season Of the Witch und Road to Cairo. Die Dreharbeiten dazu fanden in Brüssel im September 1968 statt. Regisseur Averty erhielt für die Sendung 1969 den silbernen Adolf-Grimme-Preis.